# Matrice à coefficients positifs
Une matrice {\displaystyle A} de type {\displaystyle n\times p} est à coefficients positifs lorsque tous ses éléments sont réels positifs ; on écrira alors {\displaystyle A\geqslant 0}.
Elle est dite strictement positive lorsque tous ses éléments sont strictement positifs ; on écrira alors {\displaystyle A>0}.

## Relation d'ordre sur les matrices réelles
{\displaystyle A} et {\displaystyle B} étant deux matrices réelles {\displaystyle n\times p} on définit une relation d'ordre partiel sur ces matrices en posant {\displaystyle A\leqslant B\quad {\stackrel {\text{def}}{\Longleftrightarrow }}\quad B-A\geqslant 0}.
Il est immédiat que cette relation d'ordre est compatible avec l'addition. De même elle est compatible avec la multiplication (à gauche ou à droite) par une matrice positive.

## Matrices carrées positives

### Graphe associé
À toute matrice carrée positive {\displaystyle A\in {\mathcal {M}}_{n}(\mathbb {R} _{+})} nous associons le graphe (orienté) {\displaystyle {\mathcal {G}}(A)} défini par :
- l'ensemble des sommets est {\displaystyle \{1,2,...,n\}},
- un arc (orienté) joint le sommet {\displaystyle i} au sommet {\displaystyle j} si {\displaystyle A_{i,j}>0}.

Rappelons par ailleurs qu'un chemin de longueur {\displaystyle k\in \mathbb {N} } est une suite de {\displaystyle k} arcs telle que l'extrémité de chaque arc soit l'origine du suivant. L'origine du premier arc est l'origine du chemin et l'extrémité du dernier arc est l'extrémité du chemin. On peut considérer qu'un chemin de longueur {\displaystyle 0} relie chaque sommet à lui-même.
Il est aisé (par exemple en faisant une récurrence) de vérifier :
Lemmes — 
- {\displaystyle {\mathcal {G}}(A^{k})} est le graphe ayant les mêmes sommets que {\displaystyle {\mathcal {G}}(A)} et dans lequel un arc relie {\displaystyle i} à {\displaystyle j} s'il existe dans {\displaystyle {\mathcal {G}}(A)} un chemin de longueur {\displaystyle k} reliant {\displaystyle i} à {\displaystyle j}.
- {\displaystyle {\mathcal {G}}((A+I)^{k})} est le graphe ayant les mêmes sommets que {\displaystyle {\mathcal {G}}(A)} et dans lequel un arc relie {\displaystyle i} à {\displaystyle j} s'il existe dans {\displaystyle {\mathcal {G}}(A)} un chemin de longueur {\displaystyle \leqslant k} reliant {\displaystyle i} à {\displaystyle j}. (où {\displaystyle I} désigne la matrice unité).

Rappelons qu'un graphe est fortement connexe si pour tout couple {\displaystyle (i,j)} de sommets il existe un chemin joignant {\displaystyle i} à {\displaystyle j}.
Il résulte alors aisément par utilisation du second lemme ci-dessus que {\displaystyle {\mathcal {G}}(A)} est fortement connexe si et seulement s'il existe un naturel {\displaystyle k} tel que {\displaystyle (A+I)^{k}>0}.
Tout chemin dans un graphe peut être simplifié en supprimant les cycles (chemin dont l'origine coïncide avec l'extrémité) parcourus dans ce chemin. Par conséquent un tel chemin simplifié ne peut passer qu'une fois au plus par chaque sommet et est donc de longueur inférieure ou égale à {\displaystyle n-1}. Le graphe est donc fortement connexe si et seulement s'il existe un naturel {\displaystyle k\leqslant n-1} tel que {\displaystyle (A+I)^{k}>0}.

### Matrice irréductible
Nous dirons que la matrice  carrée positive {\displaystyle A\in {\mathcal {M}}_{n}(\mathbb {R} _{+})} est irréductible si le graphe {\displaystyle {\mathcal {G}}(A)} est fortement connexe.
En particulier une matrice strictement positive est irréductible puisque chaque sommet {\displaystyle i} de {\displaystyle {\mathcal {G}}(A)} est relié à tout sommet {\displaystyle j} par un arc (chemin de longueur 1).
L'étude ci-dessus montre qu'une caractérisation des matrices positives irréductibles est la suivante : Il existe un naturel {\displaystyle k\leqslant n-1} tel que {\displaystyle (A+I)^{k}>0}.
On peut également caractériser ces matrices positives irréductibles par {\displaystyle (A+I)^{n-1}>0}.

### Matrice réductible
Il s'agit évidemment d'une matrice carrée positive non irréductible. En plus des caractérisations évidentes obtenues par négation des caractérisations ci-dessus nous avons :
Lemme — 
Soit une matrice carrée positive {\displaystyle A\in {\mathcal {M}}_{n}(\mathbb {R} _{+})~~(n\geqslant 2)}. Il y a équivalence entre
1. {\displaystyle A} est une matrice réductible.
2. Il existe une partition de {\displaystyle \{1,2,...,n\}} en 2 parties non vides {\displaystyle ~I,J~} telle que {\displaystyle \forall i\in I~\forall j\in J\quad A_{i,j}=0}.
3. Il existe une matrice de permutation {\displaystyle S} telle que {\displaystyle {}^{t}SAS=S^{-1}AS~(}[1] {\displaystyle \,)} soit de la forme {\displaystyle {\begin{pmatrix}B&0\\D&C\end{pmatrix}}} où {\displaystyle B} et {\displaystyle C} sont des matrices carrées de format non nul.

## Propriétés spectrales des matrices irréductibles

### Le théorème de Perron-Frobenius
Théorème de Perron-Frobenius — 
Soit {\displaystyle A} une matrice positive irréductible.
- Le rayon spectral {\displaystyle \rho } de A est une valeur propre simple de {\displaystyle A}, et le sous-espace propre associé est une droite vectorielle engendrée par un vecteur (colonne) strictement positif.
- Si {\displaystyle s} et {\displaystyle S} sont respectivement le minimum et le maximum des sommes des éléments de chaque ligne de {\displaystyle A}, on a {\displaystyle s\leqslant \rho \leqslant S}.
- Si {\displaystyle n\geqslant 2} alors {\displaystyle \rho >0}.
- Soit {\displaystyle h} le nombre de valeurs propres (complexes) de module {\displaystyle \rho }. Le spectre de {\displaystyle A} dans le plan complexe est invariant par la rotation de centre {\displaystyle O} et d'angle {\displaystyle {\frac {2\pi }{h}}}. En outre, si {\displaystyle h>1}, il existe une matrice de permutation[1] {\displaystyle S} telle que {\displaystyle {}^{t}SAS=S^{-1}AS={\begin{pmatrix}0&A_{1,2}&0&\cdots &0\\0&0&A_{2,3}&\cdots &0\\\vdots \\0&0&0&\cdots &A_{h-1,h}\\A_{h,1}&0&0&\cdots &0\end{pmatrix}}}, où les blocs diagonaux (nuls) sont carrés.

### Matrice primitive
Définition :

Une matrice carrée positive irréductible de rayon spectral {\displaystyle \rho } est dite primitive si {\displaystyle \rho >0}  et si {\displaystyle \rho } est la seule valeur propre (complexe) de module maximal {\displaystyle \rho }.
Théorème — 
Soit {\displaystyle A} une matrice primitive de rayon spectral {\displaystyle \rho }. Alors la suite {\displaystyle \left(\left({\frac {1}{\rho }}\cdot A\right)^{m}\right)_{m\in \mathbb {N} }} est convergente.
Sa limite est une matrice strictement positive où toutes les colonnes appartiennent à la droite vectorielle sous-espace propre de {\displaystyle A} relatif à {\displaystyle \rho }. Plus précisément cette limite est {\displaystyle {\frac {1}{\Pi _{1}(\rho )}}\cdot B(\rho )} où {\displaystyle \Pi _{1}(\lambda )={\frac {\Pi (\lambda )}{(\lambda -\rho )}}}, {\displaystyle \Pi (\lambda )} étant le polynôme caractéristique de {\displaystyle A} et {\displaystyle B(\lambda )} la comatrice transposée de {\displaystyle \lambda I-A}.
Les lignes de la limite appartiennent de manière similaire au sous-espace propre à gauche de {\displaystyle A} relatif à {\displaystyle \rho } (formé des transposées des vecteurs colonne propres de {\displaystyle ^{t}A} relatif à {\displaystyle \rho }).
Théorème — 
Soit {\displaystyle A} une matrice carrée positive. Il y a équivalence entre :
1. {\displaystyle A} est primitive
2. Il existe un naturel {\displaystyle m} tel que {\displaystyle A^{m}>0}

On remarque qu'en particulier une matrice strictement positive est primitive (c'est dans ce cas des matrices strictement positive qu'O. Perron a établi son théorème en 1907). 

Une matrice carrée positive irréductible non primitive est dite imprimitive. Dans ce cas le nombre {\displaystyle h} de valeurs propres complexes de module maximal {\displaystyle \rho } est désigné par indice d'imprimitivité de {\displaystyle A}.

## Propriétés spectrales des matrices carrées positives générales
Le théorème de Perron Frobenius ne s'applique pas aux matrices réductibles. Cependant il est possible d'en donner une forme affaiblie valable de manière générale.
Théorème — 
Soit {\displaystyle A} une matrice carrée positive. Elle possède une valeur propre positive (ou nulle) {\displaystyle \rho } et le sous-espace propre associé comporte au moins un vecteur propre positif. Toute autre valeur propre complexe de {\displaystyle A} est de module inférieur (ou égal) à {\displaystyle \rho }.
{\displaystyle \rho } est compris entre le minimum et le maximum des sommes des éléments des lignes de {\displaystyle A}.

## Cas particuliers
Parmi les familles de matrices à coefficients positifs qui ont été beaucoup étudiées on compte les matrices stochastiques, les matrices bistochastiques et les matrices stochastiques à coefficients positifs.